# Киър Стармър
Киър Родни Стармър (на английски: Keir Rodney Starmer) е британски политик, юрист, лидер на Лейбъристката партия от 2020 г., след като сменя Джереми Корбин. Член на Камарата на общините за район Холборн и Сейнт Панкрас от 2015. Преди политическото си поприще работи в прокуратурата като директор на общественото обвинение (Director of Public Prosecutions) и оглавява Кралската прокуратура от 2008 до 2013.
Избран е за лидер на Лейбъристката партия в началото на 2020 след вътрешнопартийни избори, наложили се след като Джереми Корбин се замесва в антисемитски скандал.
Според резултатите от изборите, проведени на 4 юли 2024 г., Лейбъристката партия успява да получи 412 места в Камарата на общините. Сутринта на 5 юли лидерът на Консервативната партия Риши Сунак признава победата, а следобеда обявява оставката си. По-късно крал Чарлз III кани Стармър да състави ново правителство. На 5 юли 2024 г. Стармър официално встъпва в длъжност като министър-председател.